# Aloe obtusifolia
Aloe obtusifolia é uma espécie de liliopsida do gênero Aloe, pertencente à família Asphodelaceae.